# Wansford (Cambridgeshire)
Wansford – wieś w Anglii, w hrabstwie ceremonialnym Cambridgeshire, w dystrykcie (unitary authority) Peterborough. Leży 56 km na północny zachód od miasta Cambridge i 121 km na północ od Londynu.